# Вещица (Берска)
Вижте пояснителната страница за други значения на Вещица.
Вещица или Берска Вещица (изписване до 1945 година: Вѣщица; на гръцки: Αγγελοχώρι, Ангелохори, катаревуса: Αγγελοχώριον, Ангелохорион, до 1926 година Βέτιστα, Ветиста или Βέτσιστα, Вециста) е село в Република Гърция, част от дем Негуш на област Централна Македония. Вещица е център на архиерейското наместничество Иринуполи на Берската, Негушка и Камбанийска епархия на Гръцката православна църква.

## География
Селото е разположено в Солунското поле на 25 m надморска височина, на 14 km североизточно от Негуш (Науса) и на 12 km югоизточно от Въртокоп (Скидра). Махалата, разположена от западната страна на река Вода (Водас) се смята за отделно село - Воденска Вещица (Полиплатано).

## История
Между Берска и Воденска Вещица е открито праисторическо селище, обявено в 1962 година за паметник на културата.

### В Османската империя
Според гръцки източници в края на XVIII век жителите на селото говорят „славомакедонски“.
В ΧΙΧ век Вещица е чисто българско село в Берската каза на Османската империя. Александър Синве („Les Grecs de l’Empire Ottoman. Etude Statistique et Ethnographique“) в 1878 година пише, че във Вечищи (Vetchisti), Берска епархия, живеят 250 гърци. В „Етнография на вилаетите Адрианопол, Монастир и Салоника“, издадена в Константинопол в 1878 година и отразяваща статистиката на населението от 1873, Вещица е посочено като село във Воденска каза с 56 къщи и 214 жители българи и 60 помаци.
В 1900 година Васил Кънчов („Македония. Етнография и статистика“) отбелязва само едно село Вѣщица в Берска каза с 500 българи християни. Секретарят на Българската екзархия Димитър Мишев („La Macédoine et sa Population Chrétienne“) в 1905 година отбелязва две Вещици - една в Берска и една във Воденска каза, като в Берска Вещица (Vechtitza) има 664 българи патриаршисти гъркомани. Според отчет на Солунската българска митрополия във Вещица работи българско училище с учител Георги Попянев от самата Вещица.
В 1910 година във Вещица (Βέσιστα) има 244 жители екзархисти.
Селото е окупирано от гръцки части през Балканската война. При избухването на войната двама души от Вещица (Берска или Воденска) са доброволци в Македоно-одринското опълчение.

### В Гърция
При избухването на Междусъюзническата война българските първенци на Вещица са арестувани и им е заявено, че ща бъдат освободени само „ако станат гърци“. В. Ташев и М. Стойнов от Вещица са арестувани по обвинение, че подпомагат четата на Христо Аргиров. В 1913 година след Междусъюзническата война селото попада в Гърция. В 1913 година Панайотис Деказос, отговарящ за земеделието при Македонското губернаторство споменава Вещица като село обитавано от „славофони“. При преброяването от 1913 година в селото има 283 мъже и 230 жени.
Боривое Милоевич пише в 1921 година („Южна Македония“), че Берска Вещица (Берска Вештица) има 28 къщи християни славяни, 15 мюсюлмани турци и 13 мюсюлмани цигани.
След 1924 година по Лозанския договор турското население на Вещица е изселено в Турция, а много от жителите на селото мигрират към България. След Първата световна война в селото са заселени понтийски гърци бежанци от Понт. В 1928 година Вещица е смесено местно-бежанско селище с 97 бежански семейства и 375 жители бежанци. В 1926 година селото е прекръстено на Ангелохорион. След 1928 година в селото са заселени още бежанци.
Селото е много богато, тъй като землището му, след извършените през 30-те години мелиорации, е много плодородно. Произвеждат се предимно овошки, пшеница и памук. Развито е и скотовъдството, особено отглеждането на млекодаващи крави.
В 1987 година Спирос Лукатос посочва „език на жителите български“ (γλώσσα κατοίκων βουλγαρική).
В преброяването от 1991 година са сметнати и жителите на Вещица Воденска.
| Година    | 1913 | 1920 | 1928 | 1940 | 1951 | 1961 | 1971 | 1981 | 1991 | 2001 | 2011 | 2021 |
| --------- | ---- | ---- | ---- | ---- | ---- | ---- | ---- | ---- | ---- | ---- | ---- | ---- |
| Население | 513  | 592  | 721  | 1132 | 1292 | 1511 | 1575 | 1670 | 2635 | 1707 | 1701 | 1575 |

## Личности
Родени във Вещица
- Георги Илиев, македоно-одрински опълченец, четата на Григор Джинджифилов, роден във Воденска или Берска Вещица[22]
- Иван Георгиев (1870 – 1913), македоно-одрински опълченец, четата на Григор Джинджифилов, Първа рота на Тринадесета кукушка дружина, безследно изчезнал в Междусъюзническата война на 22 юни 1913 година, роден във Воденска или Берска Вещица[23]

Други
- Лазарос Цавдаридис (р. 1970), гръцки политик от Нова демокрация, по произход от Вещица[24]